# Tour Odéon
La Torre Odéon (en francés: Tour Odéon) es un rascacielos doble ubicado en el Principado de Mónaco. Es el primer edificio de gran altura en la ciudad-estado que se construye desde la década de 1980 ya que las altas construcciones habían sido abandonadas debido a problemas arquitectónicos, se habían preferido ganar tierra al mar. 
Con 170 metros de altura, Odeon será el tercer edificio más alto en la costa mediterránea de Europa, después del Gran Hotel Bali (186 m) y el Intempo (202 m) de Benidorm, España. Se ubica en el lugar 199 entre los edificios más altos del mundo por el número de plantas.